# Megu Hirose
Megu Hirose (廣瀬 芽, Hirose Megu, Préfecture de Hyōgo, 23 avril 1981 -) est une joueuse de softball japonaise. Durant les Jeux olympiques d'été de 2008, elle remporta la médaille d'or devançant les États-Unis et l'Australie.